# Caridina parvirostris
Caridina parvirostris е вид десетоного от семейство Atyidae.

## Разпространение
Видът е разпространен в Индонезия (Малки Зондски острови).